# Megaselia rhabdopalpis
Megaselia rhabdopalpis är en tvåvingeart som beskrevs av Borgmeier 1962. Megaselia rhabdopalpis ingår i släktet Megaselia och familjen puckelflugor. Inga underarter finns listade i Catalogue of Life.